# Нолинский уезд
Ноли́нский уе́зд — административно-территориальная единица в составе Вятского наместничества и Вятской губернии, существовавшая в 1780—1929 годах. Уездный город — Нолинск.

## Географическое положение
Уезд располагался в центральной части Вятской губернии. Площадь уезда составляла в 1897 году 5 573,8 верст² (6 343 км²), в 1926 году — 10 679 км².

## История
Уезд образован в 1780 году в составе Вятского наместничества (с 1796 года — Вятской губернии).
16 апреля 1919 года из Орловского уезда в Нолинский была передана Воскресенская волость.
5 января 1921 года в уезд переданы Балахнинская, Бельская, Быковская, Верхосунская (при этом получил вторую волость), Елганская, Леденцовская, Порезская, Рыбаковская, Сардыкская, Унинская, Ухтымская волости Глазовского уезда, не вошедшие в состав Вотской автономной области. При этом Верхосунская волость Нолинского уезда получил первую волость.
19 мая 1924 года к Ухтымской волости была присоединена Лемская волость Вятского уезда. 
Были упразднены следующие волости: 
- Архангельская (территория передана в Нолинскую волость),
- Балахнинская (территория передана в Бельскую волость),
- Больше-Ситминская (территория передана в Александровскую волость),
- Буйская (территория передана в Татауровскую волость),
- Быковская (территория передана в Унинскую волость),
- Васильевская (территория передана в Немскую волость),
- Верховойская (территория передана в Екатерининскую волость),
- 1-я Верхосунская (территория передана в Сунскую волость),
- 2-я Верхосунская (территория передана в Бельскую волость),
- Воскресенская (территория передана в Татауровскую волость),
- Дворищенская (территория передана в Сунскую волость),
- Елганская (территория передана в Ухтымскую волость),
- Зыковская (территория передана в Нолинскую волость),
- Кырчанская (территория передана в Нолинскую волость),
- Леденцовская (территория передана в Унинскую волость),
- Луксунская (территория передана в Нолинскую волость),
- Мальканская (территория передана в Немскую волость),
- Марковская (территория передана в Порезскую волость),
- Ошланская (территория передана в Екатерининскую волость),
- Пугинская (территория передана в Нолинскую волость),
- Рыбаковская (территория передана в Порезскую волость),
- Сардыкская (территория передана в Унинскую волость),
- Семериковская (территория передана в Сунскую волость),
- Соколовская (территория передана в Немскую волость),
- Сретенская (территория передана в Нолинскую волость),
- Талоключинская (территория передана в Нолинскую волость),
- Чертищевская (территория передана в Александровскую волость),
- Чигиринская (территория передана в Нолинскую волость).

Образована Нолинская волость (путём объединения Архангельской, Зыковской, Кырчанской, Луксунской, Сретенской, Талоключинской и Чигиринской волостей).
9 января 1928 года к Нолинскому уезду были присоединены город Уржум, Кокшинская, Лебяжская, Сердежская и Уржумская волости упразднённого Уржумского уезда.
14 января 1929 года Вятская губерния была упразднена и Нолинский уезд был включён в состав Нижегородской области.
10 июня 1929 года Вятская губерния и все уезды были упразднены. Барашковский, Богородский, Бутырский, Верховойский, Ворсинский, Ильинский, Лево-Никулинский, Лужбинский, Ляжмарский, Мухачевский, Панфиловский, Поломский, Рождественский, Больше-Тумановский, Уфимский, Хорошевский, Чумовский и Юмовский сельсоветы Богородской волости, Башаровский и Ошланский сельсоветы Екатерининской волости, Арефьинский, Вепревский, Ветошкинский, Караульский, Лемский, Мусихинский, Парагайский, Спасский, Ухтымский, Черезовсий сельсоветы Ухтымской волости были переданы в Богородский район Нолинского округа Нижегородской области, селение Самары Барашковского сельсовета Порезской волости — в Бутырский сельсовет Богородского района Нолинского округа Нижегородской области, Гвоздковский, Ердегинский, Желонский и Кореневский сельсоветы Екатерининской волости — в Вожгальский район Вятского округа Нижегородской области, Абатырский, Гаврюшатский, Камско-Матушканский, Кокоревский, Комлевский, Кузнецовский, Лажский, Лаптевский, Малый Гаринский, Посенурский, Чагинский, Шестаковский сельсоветы Кокшинской волости, Боровковский, Васильевский, Елькинский, Елизаровский, Комарихинский, Красноярский, Лебяжский, Марамзинский, Окуневский и Товалдырский сельсоветы, селения Атары, Вахатенки, Вилки, Дворец, Дворец Удельный,Заовраг Карсуково, Верхнее Лысково, Нижнее Лысково, Одноченки, Толстик и Холкино Атарского сельсовета Лебяжской волости, Ветошкинский, Вотский, Мысовский, Сердежский сельсоветы, селения Гребневский, Новополье, Смышляево, Сорокино, Шадрино и Ширкино Смышляевского сельсовета Сердежской волости — в Лебяжский район Нолинского округа Нижегородской области, селения Верхняя Мерзинь и Нижняя Мерзинь Адовского сельсовета Кокшинской волости — в Кокоринский сельсовет Лебяжского района Нолинского округа Нижегородской области, Алескандровский, Кусакинский, Лаврухинский и Обуховский сельсоветы Александровской волости, Деньгинский, Мокинский, Печмашский, Товалдырский, Фокинский сельсоветы Лебяжской волости — в Советский район Котельнического округа Нижегородской области, селения Еловый Мыс, Конахин, Переведенцево, Сосновый Мыс Атарского сельсовета Лебяжской волости — в Мокинский сельсовет Советского района Котельнического округа Нижегородской области, Лобанский сельсовет Богородской волости, все сельсоветы Немской волости, Жарковский и Песчано-Поломский сельсоветы Нолинской волости, Быковский, Марковский, Мартеловский, Рогозинский, Святопольский и Шохровский сельсоветы Порезской волости — в Немский район Нолинского округа Нижегородской области, Верхоишетский, Двоеглазовский, Ереминский, Журавлевский, Мошинский, Прозоровский, Больше-Ситьминский, Шобоховский сельсоветы Александровской волости, Архангельский, Баимовский, Белогорский, Белоусовский, Ботылинский, Варнаковский, Городищенский, Жевлаковский,Зиминский, Зыковский, Карачевский, Ключевский,Козловский, Кырчанский, Лудянский, Максимятский, Медведский, Нолинский, Рудаковский, Сомовский, Сретенский, Сырчанский, Чертаковский, Чигиревский, Шварихинский, Шубенский и Юртинский сельсоветы Нолинской волости — в Нолинский район, Воробьёвский, Коровкинский, Курчумский и Муринский сельсоветы Екатерининской волости, все сельсоветы Сунской волости, Больше-Сарданский, Больше-Туровский, Буйский, Валовский, Ванченский, Воскресенский, Горюнский, Куртюговский, Меркушевский, Мысовский, Опаринский, Поломский, Ситниковский и Татауровский сельсоветы Татауровской волости — в Сунский район Нолинского округа Нижегородской области, все сельсоветы Бельской и Унинской волостей, селение Большое Буровлино Больше-Тумановского сельсовета Порезской волости — в Антипинский сельсовет,

## Демография
По данным переписи 1897 года в уезде проживало 180 707 чел. В том числе русские — 99,9 %. В уездном городе Нолинске проживало 4 764 чел.
По итогам всесоюзной переписи населения 1926 года население уезда составило 286 624 человек, из них городское (город Нолинск) — 5 517 человек.

## Административное деление
В 1891 году в состав уезда входило 25 волостей:
| № п/п | Волость            | Волостное правление | Число селений | Население |
| ----- | ------------------ | ------------------- | ------------- | --------- |
| 1     | Александровская    | с. Богословское     | 38            | 3779      |
| 2     | Барановская        | д. Барановская      | 41            | 8364      |
| 3     | Богородская        | с. Богородское      | 48            | 6887      |
| 4     | Больше-Ситьминская | д. Ереминская       | 77            | 7831      |
| 5     | Буйская            | с. Лудяно-Эконом    | 132           | 10 480    |
| 6     | Бурмакинская       | д. Бурмакино        | 49            | 8389      |
| 7     | Васильевская       | с. Васильевское     | 31            | 5287      |
| 8     | Верхосунская       | с. Верхосунское     | 116           | 10 353    |
| 9     | Ворсинская         | д. Ворсик           | 38            | 6290      |
| 10    | Дворищенская       | д. Дворищенская     | 73            | 7176      |
| 11    | Екатерининская     | с. Курчум           | 89            | 8988      |
| 12    | Зыковская          | д. Липинская        | 72            | 7610      |
| 13    | Ильинская          | с. Ильинское        | 42            | 5470      |
| 14    | Кырчанская         | с. Кырчаны          | 65            | 7622      |
| 15    | Луксунская         | д. Варнаки          | 28            | 6237      |
| 16    | Мальканская        | д. Мальканская      | 59            | 9152      |
| 17    | Немская            | с. Нема             | 44            | 6667      |
| 18    | Пугинская          | д. Пуга             | 51            | 7157      |
| 19    | Семериковская      | д. Семериковская    | 61            | 7835      |
| 20    | Сунская            | с. Суна             | 64            | 7710      |
| 21    | Талоключинская     | д. Талый Ключ       | 38            | 6164      |
| 22    | Таранковская       | д. Таранковская     | 100           | 11 380    |
| 23    | Тумановская        | д. Туманы           | 54            | 8047      |
| 24    | Чертищевская       | д. Шербаевская      | 144           | 9231      |

В 1913 году вместо Барановской образована Архангельская волость (центр — с. Архангельское), вместо Бурмакинской — Сретенская волость (центр — с. Сретенское), упразднена Ворсинская волость, образованы Воскресенская (центр с. Воскресенское) и Чигиринская волости. 
По переписи 1926 года в состав уезда входило 11 волостей и 1 город:
| № п/п | Волость         | Центр              | Число сельсоветов | Число НП | Население |
| ----- | --------------- | ------------------ | ----------------- | -------- | --------- |
| 1     | Александровская | с. Верхне-Ишетское | 12                | 244      | 17 113    |
| 2     | Бельская        | с. Бельское        | 11                | 162      | 18 879    |
| 3     | Богородская     | с. Богородское     | 19                | 251      | 31 179    |
| 4     | Екатерининская  | с. Курчум          | 10                | 171      | 18 142    |
| 5     | Немская         | с. Нема            | 17                | 168      | 24 533    |
| 6     | Нолинская       | г. Нолинск         | 29                | 365      | 47 580    |
| —     | —               | город Нолинск      | —                 | —        | 5517      |
| 7     | Порезская       | с. Порез           | 15                | 139      | 22 661    |
| 8     | Сунская         | с. Суна            | 15                | 265      | 26 875    |
| 9     | Татауровская    | с. Татаурово       | 17                | 298      | 21 323    |
| 10    | Унинская        | с. Уни             | 23                | 199      | 29 700    |
| 11    | Ухтымская       | с. Ухтым           | 13                | 187      | 23 122    |

## Председатели уисполкома
С 1918 по 1929 годы в Нолинском уисполкоме председательствовали:
| Ф. И. О.                     | Время замещения должности   |
| ---------------------------- | --------------------------- |
| Кукарин В.И.                 | январь – март 1918          |
| Коротких Алексей Васильевич  | июнь 1918                   |
| Марков Василий Никифорович   | июль – сентябрь 1918        |
| Бунин М.                     | ноябрь – декабрь 1918       |
| Зыков Андрей Иванович        | декабрь 1918 – июль 1919    |
| Ковин Захар Дмитриевич       | июль 1919 – июль 1920       |
| Шиляев Дмитрий Илларионович  | август 1920 – март 1921     |
| Вершинин Иван Андреевич      | март – апрель 1921          |
| Ковин Захар Дмитриевич       | май – октябрь 1921          |
| Мышкин Азарий Иванович       | ноябрь 1921 – сентябрь 1922 |
| Плюснин Александр Михайлович | октябрь – декабрь 1922      |
| Бабинцев Иван Ипполитович    | январь 1923 – февраль 1924  |
| Лашкин Иван Иванович         | февраль – апрель 1924       |
| Папырин Сергей Максимович    | апрель – август 1924        |
| Заварин Михаил Тимофеевич    | август – декабрь 1924       |
| Шубников Павел Гаврилович    | декабрь 1924 – ноябрь 1925  |
| Зыкин Семен Гаврилович       | ноябрь 1925 – март 1927     |
| Федяев Петр Григорьевич      | апрель 1927 – июль 1928     |
| Домрачев Николай Павлович    | июль 1928 – май 1929        |